# Farmington (New Mexico)
Farmington ist eine Stadt mit 47.000 Einwohnern (Stand 2020) im San Juan County des Bundesstaats New Mexico der USA.

## Geographie
Das Stadtgebiet hat eine Größe von 69,9 km².

### Klima
Farmington hat im Mittel an 273 Tagen im Jahr Sonnenschein. Die Temperaturen betragen im langjährigen Durchschnitt im Januar maximal 4,4 °C (40 °F), minimal −7,8 °C sowie im Juli maximal 32,8 °C und minimal 15,6 °C.

## Geschichte
Spanische Einwanderer zogen Ende des 18. Jahrhunderts durch die Gegend des späteren San Juan County, von denen sich später einige in dessen Osten niederließen. Erst in der Mitte der 1870er Jahre begann die Bevölkerung nennenswert zu wachsen und die Siedlung „Farmingtown“ entstand, die später zu Farmington umbenannt wurde. In der Folge entwickelte sich im Ort eine landwirtschaftlich geprägte Wirtschaft und der Ort wurde 1901 als Gemeinde offiziell registriert.
Zu Beginn des 20. Jahrhunderts war insbesondere der Anbau von Äpfeln ein wesentliches Standbein der Wirtschaft in Farmington, bevor später auch die Erdöl- und Erdgasproduktion, die bis heute dort ansässig sind, hinzukamen.
Farmington wurde weltweit bekannt, als von dort am 17. März 1950, drei Monate vor Ausbruch des Korea-Krieges, die größte angebliche Sichtung von "Fliegenden Untertassen" in den USA berichtet wurde.
In den 1960er Jahren entstand in der Nähe das Kraftwerk Four Corners.

### Historische Objekte
In Farmington befindet sich der historische Farmington Historic Downtown Commercial District. Das Gebiet umfasst 62 historische Gebäude, in 8 Häuserblocks, zwischen Main Street und Broadway sowie zwischen der Auburn und der Miller Avenue. Der Distrikt wurde am 20. Dezember 2002 vom National Register of Historic Places als historisches Denkmal mit der Nummer 02001551 aufgenommen.

### Einwohnerentwicklung
| Jahr | Einwohner¹ |
| ---- | ---------- |
| 1980 | 31.222     |
| 1990 | 33.997     |
| 2000 | 37.844     |
| 2010 | 45.965     |
| 2016 | 41.629     |

¹ 1980 – 2010: Volkszählungsergebnisse; 2016: Fortschreibung des US Census Bureau